# Qatar Ladies Open 2002
Il Qatar Ladies Open 2002 è stato un torneo di tennis giocato sul cemento. È stata la 2ª edizione del Qatar Ladies Open, che fa parte della categoria Tier III nell'ambito del WTA Tour 2002. Si è giocato al Khalifa International Tennis Complex di Doha in Qatar, dall'11 al 17 febbraio 2002.

## Campioni

### Singolare
Monica Seles ha battuto in finale  Tamarine Tanasugarn con il punteggio di 7–6(6), 6–3

### Doppio
Janette Husárová /  Arantxa Sánchez Vicario hanno battuto in finale  Alexandra Fusai /  Caroline Vis con il punteggio di 6–3, 6–3